# Singhiella chitinosa
Singhiella chitinosa là một loài côn trùng cánh nửa trong họ Aleyrodidae, phân họ Aleyrodinae.
Singhiella chitinosa được Takahashi miêu tả khoa học đầu tiên năm 1937.